# Comment attraper un rhume
Pour plus de détails, voir Fiche technique et Distribution.
Comment attraper un rhume (How to Catch a Cold) est un court métrage d'animation réalisé par les studios Disney, sorti au cinéma le 1er août 1951. C'est un film éducatif et publicitaire réalisé pour l'International Cellucotton Company et est considéré comme une Silly Symphony non officielle.

## Synopsis
Un homme ordinaire apprend de son sens commun comment soigner un coup de froid.

## Fiche technique
- Titre original : How to Catch a Cold
- Autres Titres[2] :
  - France : Comment attraper un rhume
  - Finlande : Minihirvi Morris
  - Suède : Morris - dvärgälgen, Tummeliten, älgarnas herre
- Série : Silly Symphonies non officiel
- Voix : Bill Thompson (homme et sens commun)
- Producteur : Walt Disney
- Production : Walt Disney Productions
- Distributeur : RKO Radio Pictures
- Date de sortie : 3 mars 1950
- Format d'image : Couleur (Technicolor)
- Musique : Paul J. Smith
- Son : Mono
- Durée : 10 minutes
- Langue : (en)
- Pays :  États-Unis

## Commentaires
Une version mise à jour a été réalisée en septembre 1986.